# Venfestivalen
Venfestivalen var en mindre musikfestival på ön Ven i Öresund, som arrangerades av Vens ungdomsförening. Festivalen hade premiär sommaren 2004. Den 29-30 juni 2007 anordnades festivalen för tredje och kanske sista gången.